# 國泰人壽

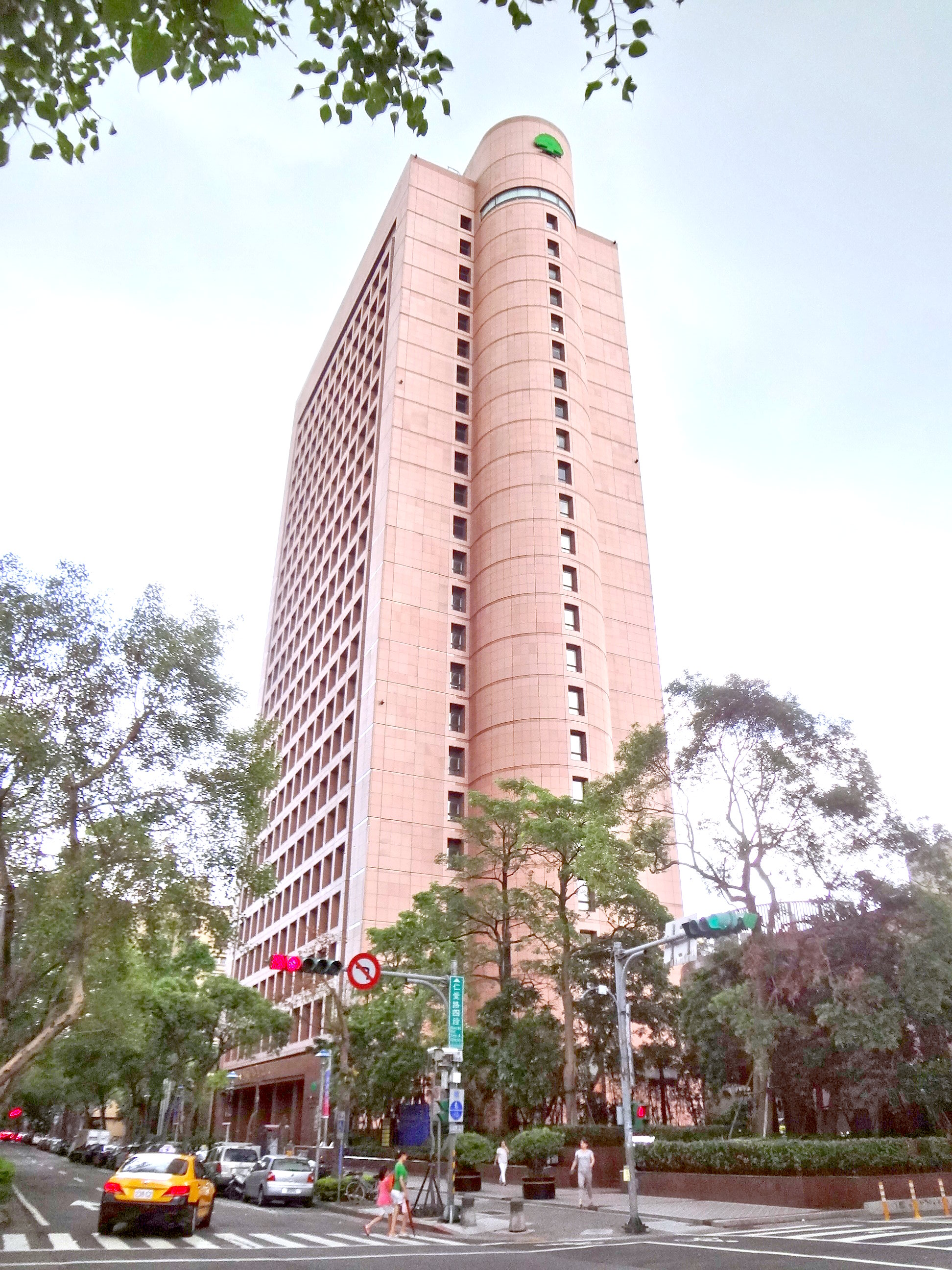
國泰人壽大樓

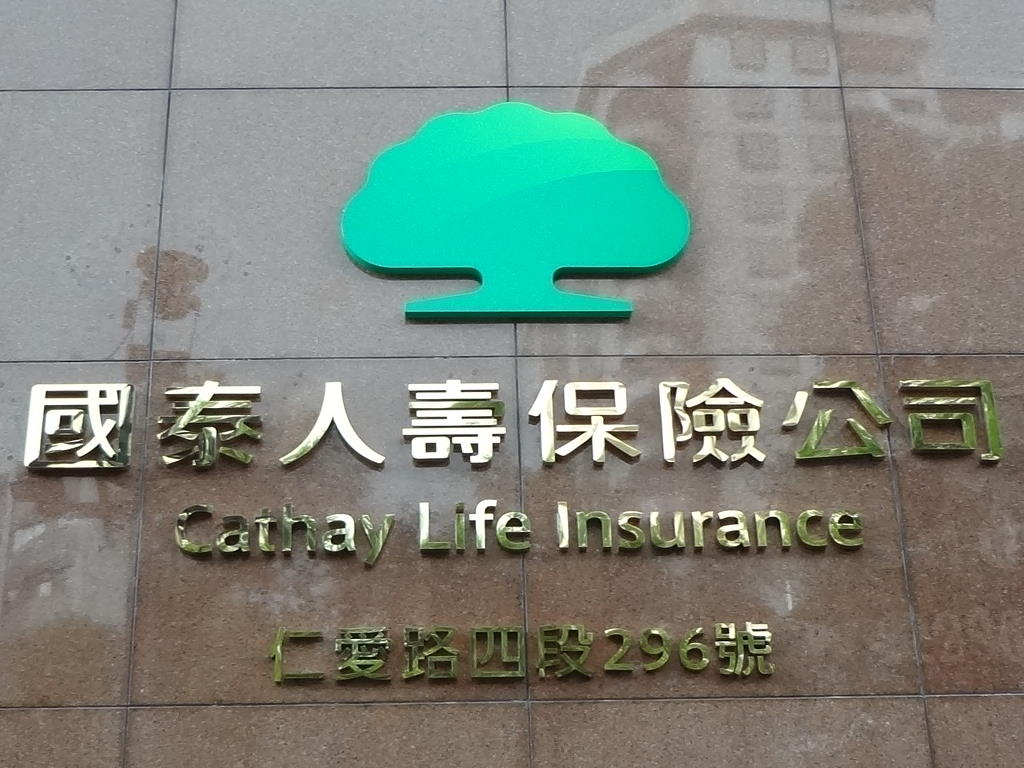
2013年8月的國泰人壽商標及公司名稱標準字

國泰人壽保險股份有限公司（簡稱國泰人壽、國壽）（Cathay Life Insurance Company, Ltd.），是總部設於中華民國臺北市大安區的人壽保險公司，為國泰金融控股公司（國泰金控）旗下子公司之一，在2018年美國《財富》雜誌全球500大公司的排行榜中名列第410名。

## 沿革
國泰人壽於1957年8月15日由林頂立、蔡萬春與蔡萬霖共同創立，是霖園集團及其所屬國泰金控的核心企業。1964年11月7日，國泰人壽股票在臺灣證券交易所掛牌，股票代號2882，為臺灣第一家股票上市的保險公司。此外，國泰人壽是美國《財富》雜誌2015年財富世界500強第471名。
- 1962年9月10日：國泰人壽在臺北市城中區南陽街90號4樓（國泰大樓）開幕，董事長蔡萬春兼任總經理，常務董事蔡萬霖兼任副總經理，中華民國財政部次長周宏濤親臨剪綵。

- 1969年1月：純德女子籃球隊由國泰人壽接手經營，改名為國泰人壽女子籃球隊。

- 1970年2月20日：國泰人壽在臺北縣淡水鎮成立「淡水教育中心」。

- 2005年，國泰人壽與上海陸家嘴金融發展有限公司合資組建陸家嘴國泰人壽，總部位於上海。[1]

- 2013年8月：國泰金控啟用三道漸層綠色的大樹商標與黑色的新標準字，由蕭文平設計；國泰人壽大樹商標亦同。

- 2014年2月12日：國泰人壽公告將出售不動產，打破蔡萬霖定下的「只買不賣」的不動產投資策略[2]。

- 2015年3月23日：保險安定基金辦理的「國寶人壽暨幸福人壽資產、負債及營業之概括讓與標售案」開標，「國寶人壽及幸福人壽合併標售」（A標）由國泰人壽以新臺幣303億元得標。

- 2015年4月2日：國泰人壽與華泰大飯店企業和三商美邦人壽合組的「南港國際一、二公司」，將於4月2日與臺灣鐵路管理局正式簽約，在南港調車場投資開發[3]。

- 2016年7月21日：臺銀人壽、國泰人壽、遠雄人壽、三商美邦人壽贊助犯罪被害人保護協會1年期微型傷害保險[4]。

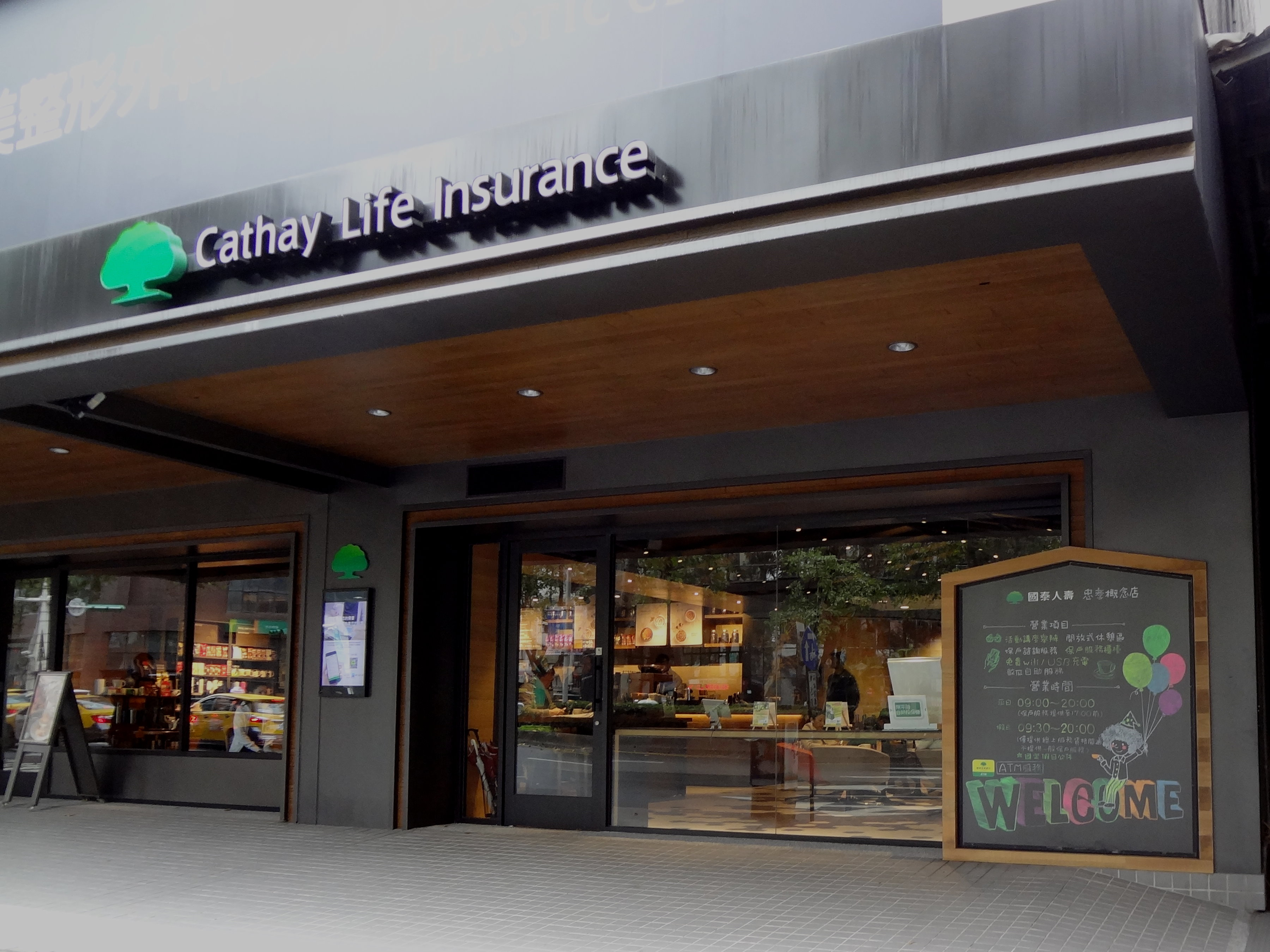
國泰人壽忠孝概念店

- 2017年4月21日：國泰人壽第一家概念店「忠孝概念店」於臺北市大安區忠孝東路四段230號1樓（萬邦商業大樓）開幕。
- 2023年6月:國泰人壽董事長黃調貴任期屆滿，由國泰人壽副董事長熊明河接任董事長職務，另外由國泰金總經理李長庚兼任國泰人壽副董事長職務，今天正式生效。

- 2023年8月16日:國泰人壽連續7年承作「全國學生團體保險」，並與教育部攜手推動「永續校園計畫」，重視學童「健康」與「培力」正向發展，並以反毒為核心推動主軸。

## 海外投資
2004年12月，國泰人壽與中國東方航空集團共同出資在中國上海設立了「國泰人壽保險有限責任公司」。2005年1月24日，國泰人壽保險有限責任公司正式對外銷售保單。2005年2月24日，國泰人壽保險有限責任公司在上海國際會議中心舉行開業典禮。國泰人壽並自2005年起陸續在中國大陸的主要城市設置分公司及服務據點，是第一家獲准在中國大陸設立分公司的台灣金融公司。2008年7月4日，國泰人壽在越南胡志明市獨資設立越南國泰人壽，鎖定以在越南投資的台商與當地民眾為主的壽險市場。

## 接班問題
由於蔡宏圖與其胞弟蔡鎮宇撕破臉且分家，吵得全台灣沸沸揚揚，且蔡宏圖已屆耳順之年，未來的接班問題逐漸浮上檯面。雖然大家都認為國泰人壽一定是蔡宏圖的長子接班，但國泰人壽畢竟是上市公司，不是蔡宏圖能隻手遮天的。蔡宏圖在妻子得急性腦炎後逐漸退出國泰人壽日常決策圈，但仍是國泰人壽的象徵性領導者，普遍受到員工好評。

## 外部連結
- （繁體中文） 國泰人壽（页面存档备份，存于）